# Parque nacional Goneaway
Goneaway es un parque nacional en Queensland (Australia), ubicado a 1158 km al oeste de Brisbane.

## Datos
- Área: 248,00 km²
- Coordenadas: 23°46′02″S 142°13′47″E / -23.76722, 142.22972
- Fecha de Creación: 1994
- Administración: Servicio para la Vida Salvaje de Queensland
- Categoría IUCN: II